# Lac Dandurand
Lac Dandurand är en sjö i Kanada.   Den ligger i regionen Mauricie och provinsen Québec, i den sydöstra delen av landet, 280 km norr om huvudstaden Ottawa. Lac Dandurand ligger 424 meter över havet. Arean är 12,6 kvadratkilometer. Den sträcker sig 8,1 kilometer i nord-sydlig riktning, och 4,9 kilometer i öst-västlig riktning.
I omgivningarna runt Lac Dandurand växer i huvudsak blandskog. Trakten runt Lac Dandurand är nära nog obefolkad, med mindre än två invånare per kvadratkilometer.